# Miao Poya
Miao Poya (Taipéi, 2 de octubre de 1987) es una política taiwanesa y activista por el humanitarismo, la lucha contra la pena de muerte, el feminismo, los derechos LGBT y la independencia de Taiwán, también conocida por ser una de las primeras miembros del consejo de Taiwán abiertamente lesbianas. Fue elegida concejala en representación del Distrito 6 de la ciudad de Taipéi durante las elecciones locales de 2018.

## Trayectoria
Poya nació en 1987 en una segunda generación en una familia waishengren en el momento en que el largo período de la Ley Marcial terminó, y creció en el Distrito Wenshan de Taipéi. Asistió a la escuela primaria y secundaria Jingxin y a la primera escuela secundaria para niñas de Taipéi. Mientras era estudiante de secundaria, Poya fue elegida presidenta de la clase e hizo campaña con éxito para un cambio en la política de uniformes de temporada, para que las estudiantes pudieran usar pantalones todo el año en lugar de tener que usar falda en el verano. Estudió derecho en la Universidad de Taiwán, donde comenzó a desarrollar sus opiniones políticas lejos de su familia pro gubernamental.
Tras la universidad, trabajó para un bufete de abogados que se ocupaba de casos de empresas tecnológicas emergentes y luego fue trabajadora del movimiento social en la Alianza de Taiwán para Poner Fin a la Pena de Muerte, habiendo tocado el tema de la pena de muerte muchas veces en competencias de debate de la escuela secundaria.
Poya se candidató por primera vez para un cargo en las elecciones legislativas taiwanesas de 2016, tras haberse unido al Partido Socialdemócrata (SDP) durante su formación y con el apoyo del fundador del SDP. Obtuvo el 12,1% de los votos (21.000 votos) y fue la candidata no azul ni verde más exitosa.
En 2018, se postuló para concejala en las elecciones locales de Taiwán, también representando al SDP. Entre las cuestiones que defendió se incluyen la protección de los trabajadores, el cuidado de los niños y los ancianos, y la soberanía e independencia de Taiwán. Fue elegida, por lo que se convirtió en una de las primeras concejalas abiertamente lesbianas de Taiwán, junto con Lin Ying-meng del Partido Nuevo Poder.
En 2024, su candidatura para Taipéi 6 en las elecciones legislativas fue respaldada por el Partido Socialdemócrata y el Partido Progresista Democrático.
Fue una de los activistas que propuso un referéndum a favor del matrimonio entre personas del mismo sexo en Taiwán, y simpatizado con la preocupación por la democracia, la libertad y los derechos humanos en China continental, Hong Kong y el Tíbet.